# Dae Jung-sang
Dae Jung-sang, aussi connu sous le nom de Geolgeol Jungsang (hangeul : 대중상 ou 걸걸중상 ; hanja : 大仲象 ou 乞乞仲象, chinois traditionnel : 乞乞仲象 ; pinyin : Qǐqǐ Zhòngxiàng), né à une date inconnue et mort en 698, fut un contributeur clé à la fondation du royaume de Balhae et le père de Daejoyeong , l'actuel fondateur de Balhae. Bien qu'une grande partie du mérite de la fondation de Balhae revienne à son fils, de nombreux historiens attribuent encore du crédit à Dae Jung-sang en tant que principal partisan et leader de la fondation de Balhae.

## Contexte
Les sources historiques donnent différentes versions de l'appartenance ethnique et des origines du fils de Dae Jung-sang, Daejoyeong,.  Parmi les ouvrages officiels d'histoire dynastique, le Nouveau Livre des Tang fait référence à Daejoyeong et à son état sous le nom de Sumo Mohe (lié aux Jürchens et plus tard aux Mandchous) affilié à Goguryeo. L'Ancien Livre des Tang indique également que l'origine ethnique de Dae est Mohe mais ajoute qu'il était « 高麗別種 » ( gaoli biezhong). Le terme est interprété comme signifiant « une branche du peuple Goguryeo » par les historiens sud-coréens et nord-coréens, mais comme « distinct de Goguryeo » par les chercheurs japonais et chinois. Le Samguk yusa, un recueil d'histoire et de légendes coréennes du XIIIe siècle, décrit Dae comme un chef des Sumo Mohe. Cependant, il donne une autre version de Dae comme étant un ancien général de Goguryeo, citant un record de Sillan maintenant perdu. Alexandre Kim considère cela comme improbable puisque Goguryeo est tombé en 668 tandis que Daejoyeong est mort en 719 et que les jeunes hommes n'ont pas pu recevoir le grade de général.

## Biographie
En 696, les Khitans menèrent une révolte qui tua le cruel gouverneur du protectorat et rendit Yingzhou aux Khitan. Dae Jung-sang s'allia au chef Baishan Mohe Geolsa Biu (hangeul : 걸사비우 ; hanja : 乞四比羽, pinyin : Qǐsì bǐyǔ ), et les deux puissances s'opposèrent à l'influence Tang en 698. Les deux dirigeants résistèrent à l'attaque des Tang, mais furent obligé de battre en retraite. Geolsa Biu et Dae Jung-sang sont morts au combat, mais Dae Jo-yeong a dirigé les soldats restants de Goguryeo et Malgal et a vaincu l'armée Tang à la bataille de Tianmenling (aussi connue sous le nom de Cheonmunryeong) et a établi le royaume de Balhae. L'État a été créé par le chef du peuple Mohe, qui a soumis les tribus voisines par la force diplomatique et militaire. Les habitants de Goguryeo étaient soumis au pouvoir diplomatique et le reconnaissaient volontairement comme leur chef.
Selon le Nouveau Livre des Tang, Wu Zetian a fin de Dae duc de Zhen (Jin), Geolsa Biu comme duc de Xu (Heo), et pardonna leurs crimes. Geolsa Biu refusa le titre et Wu envoya le général Li Kaigu pour réprimer les rébellions. Geolsa Biu est mort lors de la bataille de Tianmenling , Dae Jo-yeong a mené les autres victorieux contre Li. Dae Jung-sang est mort de maladie après la bataille.

## Famille
Le plus remarquable et le plus célèbre de ses enfants était son aîné, Dae Jo-yeong. Dae Jung-sang a eu un autre fils, Dae Ya-bal (대야발), et a probablement aussi eu d'autres enfants en plus de Dae Jo-yeong car la lignée royale Balhae se composait de deux lignées, l'une de Dae Jo-yeong et l'autre de Dae Ya- bal.

## Dans la culture populaire
Il a été interprété par Im Hyuk dans la série télévisée de KBS de 2006-2007 Dae Jo Yeong .